# Fabrice N'Guessi
Fabrice N'Guessi Ondama (Brazzaville, 27 febbraio 1988) è un calciatore congolese (Repubblica del Congo), attaccante del Wydad Casablanca.

## Carriera

### Nazionale
Ha esordito in Nazionale nel 2008.

## Palmarès

### Club

#### Competizioni nazionali
- Campionato marocchino: 2

Wydad Casablanca: 2010, 2015